# Maserati A6G/54
De Maserati A6G/54 is de interne benaming van een GT van het Italiaanse automerk Maserati, die net als zijn voorganger officieel verkocht werd als de Maserati 2000 GT.
De A6G/54 was verkrijgbaar als coupé en spyder, met carrosserieën van Allemano, Frua en Zagato. Er werden in totaal 60 exemplaren gebouwd die voorbehouden waren voor een selecte groep klanten.

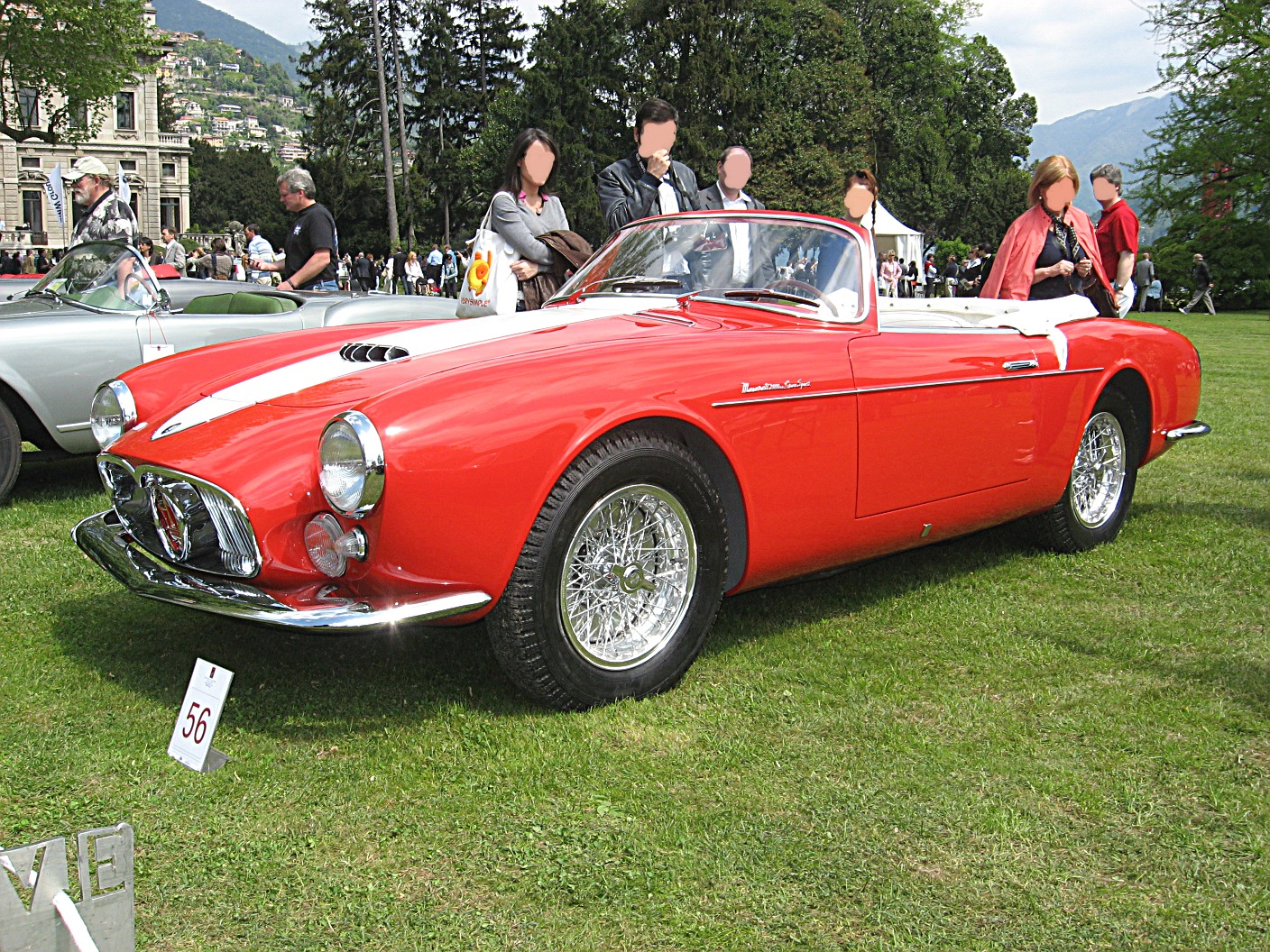
Maserati A6G/54 Frua Spyder
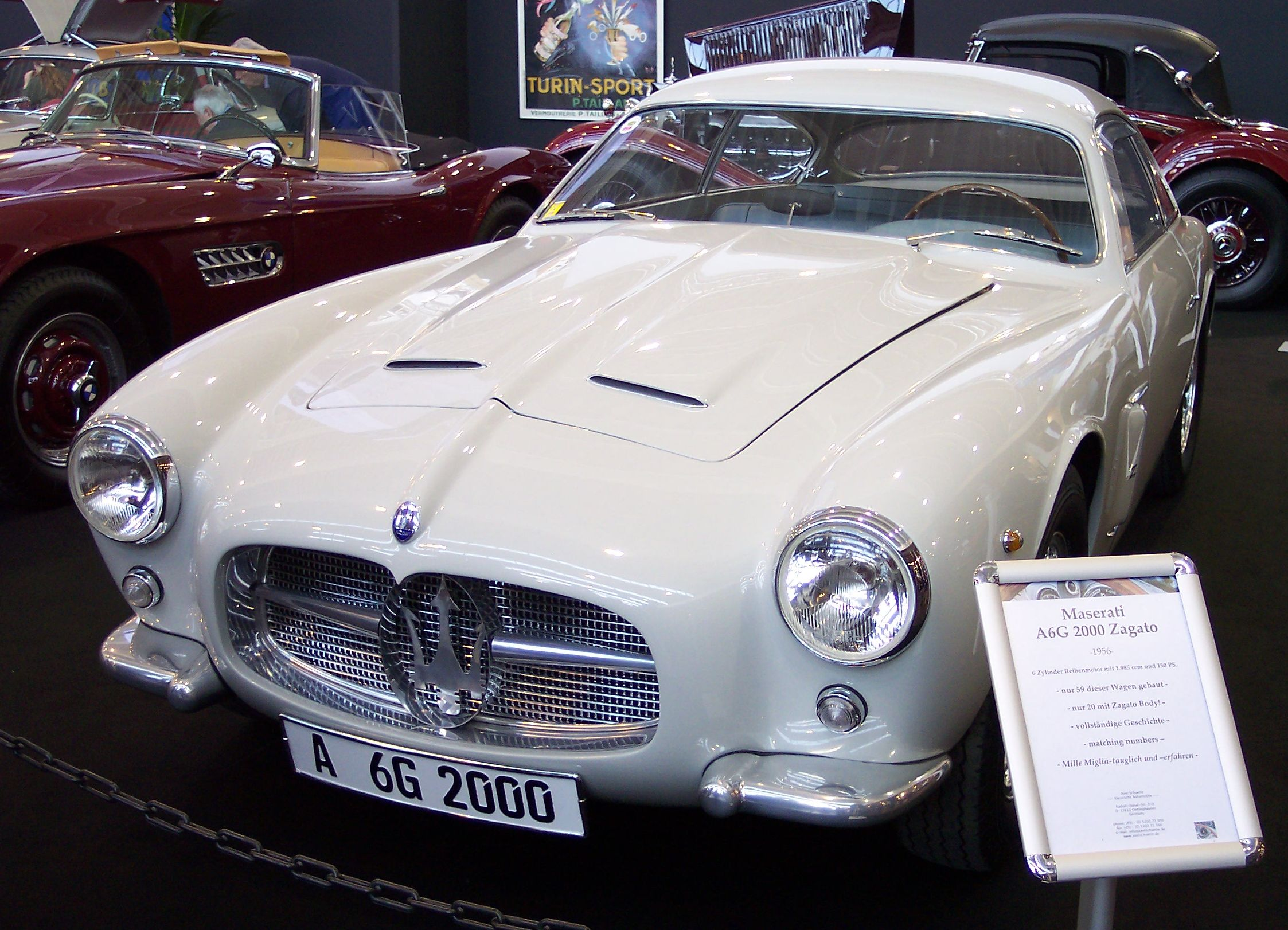
Maserati A6G/54 Zagato Coupé